# Wayne State University Press
Wayne State University Press (sau WSU  Press) este o editură universitară care este deținută și administrată de Wayne State University. Ea publică atât sub propriul nume, cât și sub mărcile Painted Turtle și Great Lakes Books Series.
Editura este axată în principal pe editarea de lucrări științifice de referință în domeniul studiilor africane, literaturii pentru copii, folclorului și basmelor, studiilor media, de film și televiziune, studiilor iudaice, studiilor de interes regional și patologiei vorbirii și limbajului. Wayne State University Press publică, de asemenea, unsprezece jurnale academice, inclusiv Marvels & Tales, și mai multe publicații comerciale, printre care Yamasaki in Detroit: A Search for Serenity Arhivat în 26 decembrie 2017, la Wayback Machine. redactată de John Gallagher și Detroit Symphony Orchestra: Grace, Grit, and Glory Arhivat în 2 decembrie 2016, la Wayback Machine., redactată de către Laurie Lanzen Harris și Paul Ganson, precum și Made in Michigan Writers Series. 
Redacția WSU Press se află în clădirea Leonard N. Simons proiectată de celebrul arhitect Albert Kahn și este situată în campusul principal al Wayne State University din centrul orașului Detroit; un bloc la sud de Warren Avenue și două blocuri la sud de Institutul de Artă din Detroit și de Biblioteca Publică din Detroit.
Un consiliu redacțional aprobă titlurile ce urmează a fi publicate de Wayne State University Press. Consiliul analizează propunerile și manuscrisele prezentate departamentului de achiziții al WSU Press. Editura are, de asemenea, un grup de strângere de fonduri, Board of Visitors, dedicat strângerii de fonduri pentru a sprijini publicarea unor titluri specifice.
Oficial, WSU Press este o unitate auxiliară a universității și primește o subvenție anuală care acoperă parțial costurile funcționării ei. În cea mai mare parte, WSU Press se bazează pe veniturile generate din vânzarea publicațiilor editate de ea pentru a-și acoperi cheltuielile de exploatare.
Wayne State University Press a fost înființată în 1941, când profesorii Wayne University s-au oferit voluntar să înființeze o entitate editorială pentru a „asista Universitatea în încurajarea și diseminarea învățământului academic”. Un profesor de limba engleză a condus ani de zile editura, cunoscută pe atunci sub numele de Wayne University Press, ca un proiect secundar. Abia în 1954 WSU Press s-a transformat într-o editură de sine stătătoare destinată să aibă un rol în publicarea la nivel național și internațional de cărți și jurnale academice și comerciale.